# Jens Nykvist
Jens Gunnar Peter Nykvist, född 23 augusti 1968 i Katarina församling i Stockholm, är en svensk sjöofficer (konteramiral).

## Biografi
Nykvist avlade sjöofficersexamen 1991 och utnämndes samma år till fänrik i flottan, där han befordrades till kapten 1997. I slutet av 1990-talet tillhörde han Första ubåtsflottiljen, men var tidsbegränsat placerad vid Örlogsskolorna. Han har varit fartygschef på ubåtarna Halland och Gotland. Han var chef för Första ubåtsflottiljen 2013–2016 och marinchef 2016–2020. År 2020 ställde Försvarsmakten Nykvist till Försvarsdepartementets förfogande som specialattaché, med befattning som militärrepresentant, vid Sveriges EU-representation i Bryssel. Nykvist tillträdde befattningen den 1 september 2020 med ett förordnande längst till 31 augusti 2023. Jens Nykvist tillträdde som ställföreträdande chef för Försvarsstaben den 1 juli 2023, med ett förordnande längst till 31 augusti 2029.
Nykvist invaldes som ledamot av Kungliga Örlogsmannasällskapet 2014 och som ledamot av Kungliga Krigsvetenskapsakademien 2023.

## Utmärkelser

### Svenska
- För nit och redlighet i rikets tjänst[8]
- Försvarsmaktens värnpliktsmedalj[8]
- Försvarsmaktens medalj för internationella insatser[8]
- Hemvärnets silvermedalj[8]
- Första ubåtsflottiljens förtjänstmedalj[8]

### Utländska
- Kommendör av Ordre du Mérite Maritime[8]
- European Security and Defence Policy Service Medal – EUNAVFOR ATALANTA[8]
- Marinens förtjänstkors (Merivoimien ansioristin)[9]